# Ritzville
Ritzville – miasto (city), ośrodek administracyjny hrabstwa Adams, we wschodniej części stanu Waszyngton, w Stanach Zjednoczonych. W 2010 roku miasto liczyło 1673 mieszkańców.
Pierwszym osadnikiem był Philip Ritz, który osiadł tu w 1878 roku. W 1881 roku dotarła tutaj linia kolejowa Northern Pacific Railway, stymulując rozwój osady. Miasto rozwinęło się głównie dzięki przemysłowi młynarskiemu, opierającemu się na uprawianej w regionie pszenicy.
Dzielnica śródmiejska, obejmująca m.in. kino i bibliotekę Carnegie, wpisana została w 1990 roku do Narodowego Rejestru Miejsc Historycznych.